# 切霍維采-傑濟采

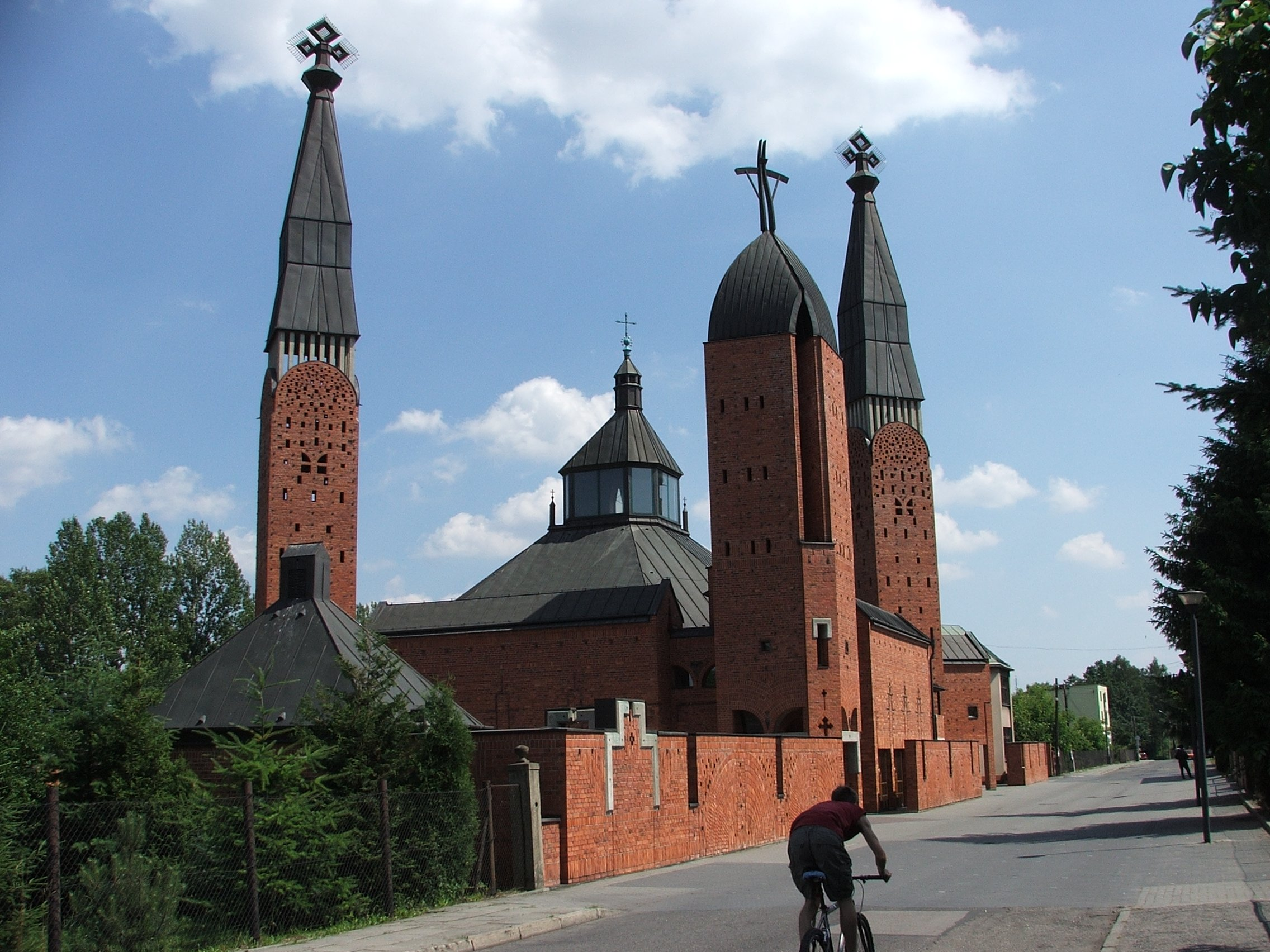

切霍維采-傑濟采是波蘭的城鎮，位於該國南部，由西里西亞省負責管轄，始建於1951年，面積32.98平方公里，是重要的工業中心，2011年人口35,061。2010年5月，該鎮遭受洪水嚴重破壞。

## 外部連結
- Czechowice - Dziedzice on the web （波兰語）
- Jewish Community in Czechowice-Dziedzice  （页面存档备份，存于） on Virtual Shtetl （英文）